# Ebere Orji
Ebere Orji (Enugu, 23 dicembre 1992) è una calciatrice nigeriana, attaccante dell'IFK Kalmar.

## Carriera

### Club
Orji inizia la carriera in Nigeria, vestendo dall'età di 13 anni la maglia del Bayelsa Queens, squadra che rappresenta lo stato federale del Bayelsa nel campionato nigeriano femminile di calcio, nelle sue squadre giovanili, e rimanendovi fino al 2008.
Nel 2009 si trasferisce al Delta Queens, la sua prima squadra "senior", disputando la Nigerian Women Football League, massimo livello del campionato nazionale, per la squadra che rappresenta lo stato federale del Delta. In quella stagione condivide con le compagne la conquista del suo primo double campionato-Coppa di Nigeria.
L'anno successivo si trasferisce al Rivers Angels, club di Port Harcourt, squadra che per quella stagione si iscrive al campionato in collaborazione con il Pelican Stars, con la quale alla fine della stagione 2010 diventa Campione di Nigeria e conquista la Nigerian Women's Cup, entrambe per la prima volta nella bacheca del club. Gli anni successivi con la squadra non riesce a vincere il titolo ma conquista per altre due volte consecutive la coppa di lega, stagioni durante le quali si mette in luce venendo convocata dalla Federazione calcistica della Nigeria per vestire, dal 2008, la maglia della nazionali giovanili e dal 2010 quella della nazionale maggiore.
Nel 2013 si trasferisce al Bayelsa Queens, squadra che rappresenta lo stato federale del Bayelsa, per tornare l'anno successivo al Rivers Angels con il quale conquista il suo secondo double campionato-coppa. A fine stagione lascia il club cogliendo l'opportunità di giocare in Europa il suo primo campionato estero.
Arrivata in Ungheria nel marzo 2015, dopo un contratto sottoscritto con il Ferencváros, pur entrata in organico a fine campionato condivide la vittoria della squadra nella Női NB I, il primo livello nella struttura del campionato ungherese femminile di calcio, ma diventando determinante la stagione successiva che, grazie alle sue 25 reti siglate su 13 incontri che ne fanno anche il capocannoniere del torneo, porterà alla società il suo secondo titolo nazionale, nonché la vittoria della Női Magyar Kupa, la Coppa nazionale femminile, anche in questo caso prima coppa vinta dalla società in ambito femminile. Nella stessa stagione, grazie alle 9 reti siglate nella fase di qualificazione, è vicecapocannoniere della UEFA Women's Champions League, seconda solo alla norvegese Ada Hegerberg dell'Olympique Lione (13 reti).

## Palmarès

### Club
- Campionato ungherese: 2

Ferencváros: 2014-2015, 2015-2016
- Campionato nigeriano: 3

Delta Queens: 2009
Rivers Angels/Pelican Stars: 2010
Rivers Angels: 2014
- Campionato svedese di seconda divisione: 1

Umeå IK: 2019
- Coppa d'Ungheria femminile: 3

Ferencváros: 2014-2015, 2015-2016, 2016-2017
- Nigerian Women's Cup: 5

Delta Queens: 2009
Rivers Angels: 2010, 2011, 2012, 2014

### Nazionale
- Campionato africano femminile di calcio: 1

2010

### Individuale
- Capocannoniere del campionato ungherese: 1

2015-2016 (25 reti)
- Capocannoniere della Coppa di Nigeria: 1

2014 (4 reti)